# Coupe de France masculine de rink hockey 2008-2009
Navigation
Coupe de France 2007-2008 Coupe de France 2009-2010
Cet article présente les résultats de la Coupe de France de rink hockey masculin pour la saison 2008-2009.

## Déroulement
La compétition se dispute sous la forme d'un tournoi à élimination directe.
Chaque tour de compétition se déroule sur un seul match, à l'exception de la finale qui se joue en matchs aller et retour.
Trois équipes sont directement qualifiées en huitième de finale, sans disputer le tour préliminaire : APPR Plouguerneau, SHC Fontenay et Nantes Longchamp.
En cas d'égalité, deux prolongations de cinq minutes sont jouées. La première équipe qui marque en prolongation est qualifiée. En cas d'égalité en fin de prolongation, une séance de tirs au but est organisée. Chaque équipe tire cinq penalties. En cas d'égalité après cinq tirs au but, la règle de la mort subite est instaurée.
L'équipe qui remporte la Coupe de France 2009 gagne le droit de participer à la Coupe CERS 2009-2010.

## Tour préliminaire
| Équipe 1              | Score | Équipe 2                 |
| --------------------- | ----- | ------------------------ |
| SC Loudéac (N2)       | 4-8   | RAC Saint-Brieuc (N1)    |
| AL Ergué Gabéric (N2) | 4-7   | HC Quévert (N1)          |
| CPR Mouilleron (N3)   | 2-8   | AL Ploneour (N2)         |
| Nantes ARH (N1)       | 2-0   | LV La Roche sur Yon (N1) |
| CAB Laval (N3)        | 1-6   | ASTA Nantes (N2)         |
| PA Crehen (N2)        | 0-1   | SPRS Ploufragan (N1)     |
| RS Gujan Mestras (N2) | 2-22  | SA Mérignac (N1)         |
| Biarritz OL (N2)      | 5-7   | US Coutras (N1)          |
| ASM Pau (N3)          | 4-5   | SA Gazinet Cestas (N2)   |
| HCF Tourcoing (N2)    | 1-5   | SCRA Saint-Omer (N1)     |
| SC Briard (N3)        | 2-8   | CS Noisy le Grand (N1)   |
| CP Roubaix (N2)       | 6-7   | US Villejuif (N1)        |
| RCK Seynod (N2)       | 0-7   | ROC Vaulx en Velin (N1)  |

## Tournoi final
|  | Huitièmes de finale     | Huitièmes de finale     | Huitièmes de finale     |    |   | Quarts de finale | Quarts de finale | Quarts de finale |  |  | Demi-finales | Demi-finales | Demi-finales |  |  | Finale                 | Finale                 | Finale                 |
|  |                         |                         |                         |    |   |                  |                  |                  |  |  |              |              |              |  |  |                        |                        |                        |
|  | 13 décembre 2008        | 13 décembre 2008        | 13 décembre 2008        |    |   | 14 février 2009  | 14 février 2009  | 14 février 2009  |  |  | 21 mars 2009 | 21 mars 2009 | 21 mars 2009 |  |  | 18 avril et 9 mai 2009 | 18 avril et 9 mai 2009 | 18 avril et 9 mai 2009 |
|  | 13 décembre 2008        | 13 décembre 2008        | 13 décembre 2008        |    |   | 14 février 2009  | 14 février 2009  | 14 février 2009  |  |  | 21 mars 2009 | 21 mars 2009 | 21 mars 2009 |  |  | 18 avril et 9 mai 2009 | 18 avril et 9 mai 2009 | 18 avril et 9 mai 2009 |
|  | APPR Plouguerneau (N3)  | 1                       |                         |    |   | 14 février 2009  | 14 février 2009  | 14 février 2009  |  |  | 21 mars 2009 | 21 mars 2009 | 21 mars 2009 |  |  | 18 avril et 9 mai 2009 | 18 avril et 9 mai 2009 | 18 avril et 9 mai 2009 |
|  | APPR Plouguerneau (N3)  | 1                       |                         |    |   | 14 février 2009  | 14 février 2009  | 14 février 2009  |  |  | 21 mars 2009 | 21 mars 2009 | 21 mars 2009 |  |  | 18 avril et 9 mai 2009 | 18 avril et 9 mai 2009 | 18 avril et 9 mai 2009 |
|  | SPRS Ploufragan (N1)    | 12                      |                         |    |   | 14 février 2009  | 14 février 2009  | 14 février 2009  |  |  | 21 mars 2009 | 21 mars 2009 | 21 mars 2009 |  |  | 18 avril et 9 mai 2009 | 18 avril et 9 mai 2009 | 18 avril et 9 mai 2009 |
|  | SPRS Ploufragan (N1)    | 12                      | SPRS Ploufragan (N1)    | 4  |   |                  |                  |                  |  |  | 21 mars 2009 | 21 mars 2009 | 21 mars 2009 |  |  | 18 avril et 9 mai 2009 | 18 avril et 9 mai 2009 | 18 avril et 9 mai 2009 |
|  | 13 décembre 2008        |                         | SPRS Ploufragan (N1)    | 4  |   |                  |                  |                  |  |  | 21 mars 2009 | 21 mars 2009 | 21 mars 2009 |  |  | 18 avril et 9 mai 2009 | 18 avril et 9 mai 2009 | 18 avril et 9 mai 2009 |
|  |                         | Nantes ARH (N1)         | 5                       |    |   |                  |                  |                  |  |  | 21 mars 2009 | 21 mars 2009 | 21 mars 2009 |  |  | 18 avril et 9 mai 2009 | 18 avril et 9 mai 2009 | 18 avril et 9 mai 2009 |
|  | CS Noisy le Grand (N1)  | Nantes ARH (N1)         | 5                       | 3  |   |                  |                  |                  |  |  | 21 mars 2009 | 21 mars 2009 | 21 mars 2009 |  |  | 18 avril et 9 mai 2009 | 18 avril et 9 mai 2009 | 18 avril et 9 mai 2009 |
|  | CS Noisy le Grand (N1)  | 14 février 2009         |                         | 3  |   |                  |                  |                  |  |  | 21 mars 2009 | 21 mars 2009 | 21 mars 2009 |  |  | 18 avril et 9 mai 2009 | 18 avril et 9 mai 2009 | 18 avril et 9 mai 2009 |
|  | Nantes ARH (N1)         | 4                       |                         |    |   |                  |                  |                  |  |  | 21 mars 2009 | 21 mars 2009 | 21 mars 2009 |  |  | 18 avril et 9 mai 2009 | 18 avril et 9 mai 2009 | 18 avril et 9 mai 2009 |
|  | Nantes ARH (N1)         | 4                       | Nantes ARH (N1)         | 1  |   |                  |                  |                  |  |  |              |              |              |  |  | 18 avril et 9 mai 2009 | 18 avril et 9 mai 2009 | 18 avril et 9 mai 2009 |
|  | 13 décembre 2008        |                         | Nantes ARH (N1)         | 1  |   |                  |                  |                  |  |  |              |              |              |  |  | 18 avril et 9 mai 2009 | 18 avril et 9 mai 2009 | 18 avril et 9 mai 2009 |
|  |                         | HC Quévert (N1)         | 4                       |    |   |                  |                  |                  |  |  |              |              |              |  |  | 18 avril et 9 mai 2009 | 18 avril et 9 mai 2009 | 18 avril et 9 mai 2009 |
|  | AL Plonéour (N2)        | HC Quévert (N1)         | 4                       | 2  |   |                  |                  |                  |  |  |              |              |              |  |  | 18 avril et 9 mai 2009 | 18 avril et 9 mai 2009 | 18 avril et 9 mai 2009 |
|  | AL Plonéour (N2)        | 21 mars 2009            |                         | 2  |   |                  |                  |                  |  |  |              |              |              |  |  | 18 avril et 9 mai 2009 | 18 avril et 9 mai 2009 | 18 avril et 9 mai 2009 |
|  | HC Quévert (N1)         | 5                       |                         |    |   |                  |                  |                  |  |  |              |              |              |  |  | 18 avril et 9 mai 2009 | 18 avril et 9 mai 2009 | 18 avril et 9 mai 2009 |
|  | HC Quévert (N1)         | 5                       | HC Quévert (N1)         | 4  |   |                  |                  |                  |  |  |              |              |              |  |  | 18 avril et 9 mai 2009 | 18 avril et 9 mai 2009 | 18 avril et 9 mai 2009 |
|  | 13 décembre 2008        |                         | HC Quévert (N1)         | 4  |   |                  |                  |                  |  |  |              |              |              |  |  | 18 avril et 9 mai 2009 | 18 avril et 9 mai 2009 | 18 avril et 9 mai 2009 |
|  |                         | Nantes ASTA (N2)        | 3                       |    |   |                  |                  |                  |  |  |              |              |              |  |  | 18 avril et 9 mai 2009 | 18 avril et 9 mai 2009 | 18 avril et 9 mai 2009 |
|  | ASTA Nantes (N2)        | Nantes ASTA (N2)        | 3                       | 5  |   |                  |                  |                  |  |  |              |              |              |  |  | 18 avril et 9 mai 2009 | 18 avril et 9 mai 2009 | 18 avril et 9 mai 2009 |
|  | ASTA Nantes (N2)        | 1er mars 2009           |                         | 5  |   |                  |                  |                  |  |  |              |              |              |  |  | 18 avril et 9 mai 2009 | 18 avril et 9 mai 2009 | 18 avril et 9 mai 2009 |
|  | SHC Fontenay (N2)       | 3                       |                         |    |   |                  |                  |                  |  |  |              |              |              |  |  | 18 avril et 9 mai 2009 | 18 avril et 9 mai 2009 | 18 avril et 9 mai 2009 |
|  | SHC Fontenay (N2)       | 3                       | HC Quévert (N1)         | 1  | 0 |                  |                  |                  |  |  |              |              |              |  |  |                        |                        |                        |
|  | 13 décembre 2008        |                         | HC Quévert (N1)         | 1  | 0 |                  |                  |                  |  |  |              |              |              |  |  |                        |                        |                        |
|  |                         | SA Mérignac (N1)        | 4                       | 4  |   |                  |                  |                  |  |  |              |              |              |  |  |                        |                        |                        |
|  | SA Gazinet Cestas (N2)  | SA Mérignac (N1)        | 4                       | 4  | 4 |                  |                  |                  |  |  |              |              |              |  |  |                        |                        |                        |
|  | SA Gazinet Cestas (N2)  |                         |                         |    | 4 |                  |                  |                  |  |  |              |              |              |  |  |                        |                        |                        |
|  | SA Mérignac (N1)        | 8                       |                         |    |   |                  |                  |                  |  |  |              |              |              |  |  |                        |                        |                        |
|  | SA Mérignac (N1)        | 8                       | SA Mérignac (N1)        | 2  |   |                  |                  |                  |  |  |              |              |              |  |  |                        |                        |                        |
|  | 13 décembre 2008        |                         | SA Mérignac (N1)        | 2  |   |                  |                  |                  |  |  |              |              |              |  |  |                        |                        |                        |
|  |                         | SCRA Saint-Omer (N1)    | 1                       |    |   |                  |                  |                  |  |  |              |              |              |  |  |                        |                        |                        |
|  | Nantes Longchamp (N2)   | SCRA Saint-Omer (N1)    | 1                       | 2  |   |                  |                  |                  |  |  |              |              |              |  |  |                        |                        |                        |
|  | Nantes Longchamp (N2)   | 14 février 2009         |                         | 2  |   |                  |                  |                  |  |  |              |              |              |  |  |                        |                        |                        |
|  | SCRA Saint-Omer (N1)    | 13                      |                         |    |   |                  |                  |                  |  |  |              |              |              |  |  |                        |                        |                        |
|  | SCRA Saint-Omer (N1)    | 13                      | SA Mérignac (N1)        | 5  |   |                  |                  |                  |  |  |              |              |              |  |  |                        |                        |                        |
|  | 13 décembre 2008        |                         | SA Mérignac (N1)        | 5  |   |                  |                  |                  |  |  |              |              |              |  |  |                        |                        |                        |
|  |                         | ROC Vaulx en Velin (N1) | 2                       |    |   |                  |                  |                  |  |  |              |              |              |  |  |                        |                        |                        |
|  | ROC Vaulx en Velin (N1) | ROC Vaulx en Velin (N1) | 2                       | 6  |   |                  |                  |                  |  |  |              |              |              |  |  |                        |                        |                        |
|  | ROC Vaulx en Velin (N1) |                         |                         |    |   |                  |                  |                  |  |  |              |              |              |  |  |                        |                        |                        |
|  | RAC Saint-Brieuc (N1)   | 2                       |                         |    |   |                  |                  |                  |  |  |              |              |              |  |  |                        |                        |                        |
|  | RAC Saint-Brieuc (N1)   | 2                       | ROC Vaulx en Velin (N1) | 5  |   |                  |                  |                  |  |  |              |              |              |  |  |                        |                        |                        |
|  | 13 décembre 2008        |                         | ROC Vaulx en Velin (N1) | 5  |   |                  |                  |                  |  |  |              |              |              |  |  |                        |                        |                        |
|  |                         | US Coutras (N1)         | 3                       |    |   |                  |                  |                  |  |  |              |              |              |  |  |                        |                        |                        |
|  | US Coutras (N1)         | US Coutras (N1)         | 3                       | 15 |   |                  |                  |                  |  |  |              |              |              |  |  |                        |                        |                        |
|  | US Coutras (N1)         |                         |                         |    |   |                  |                  |                  |  |  |              |              |              |  |  |                        |                        |                        |
|  | US Villejuif (N1)       | 1                       |                         |    |   |                  |                  |                  |  |  |              |              |              |  |  |                        |                        |                        |
|  | US Villejuif (N1)       | 1                       |                         |    |   |                  |                  |                  |  |  |              |              |              |  |  |                        |                        |                        |

## Source
« Résultats de la coupe de France 2008-2009 », sur rinkhockey.ffrs.asso.fr (consulté le 30 mars 2009)
« Résultats de la coupe de France 2008-2009 », sur roc-vaulx-en-velin.com (consulté le 30 juillet 2011)